# Кузьмінський Євген Васильович

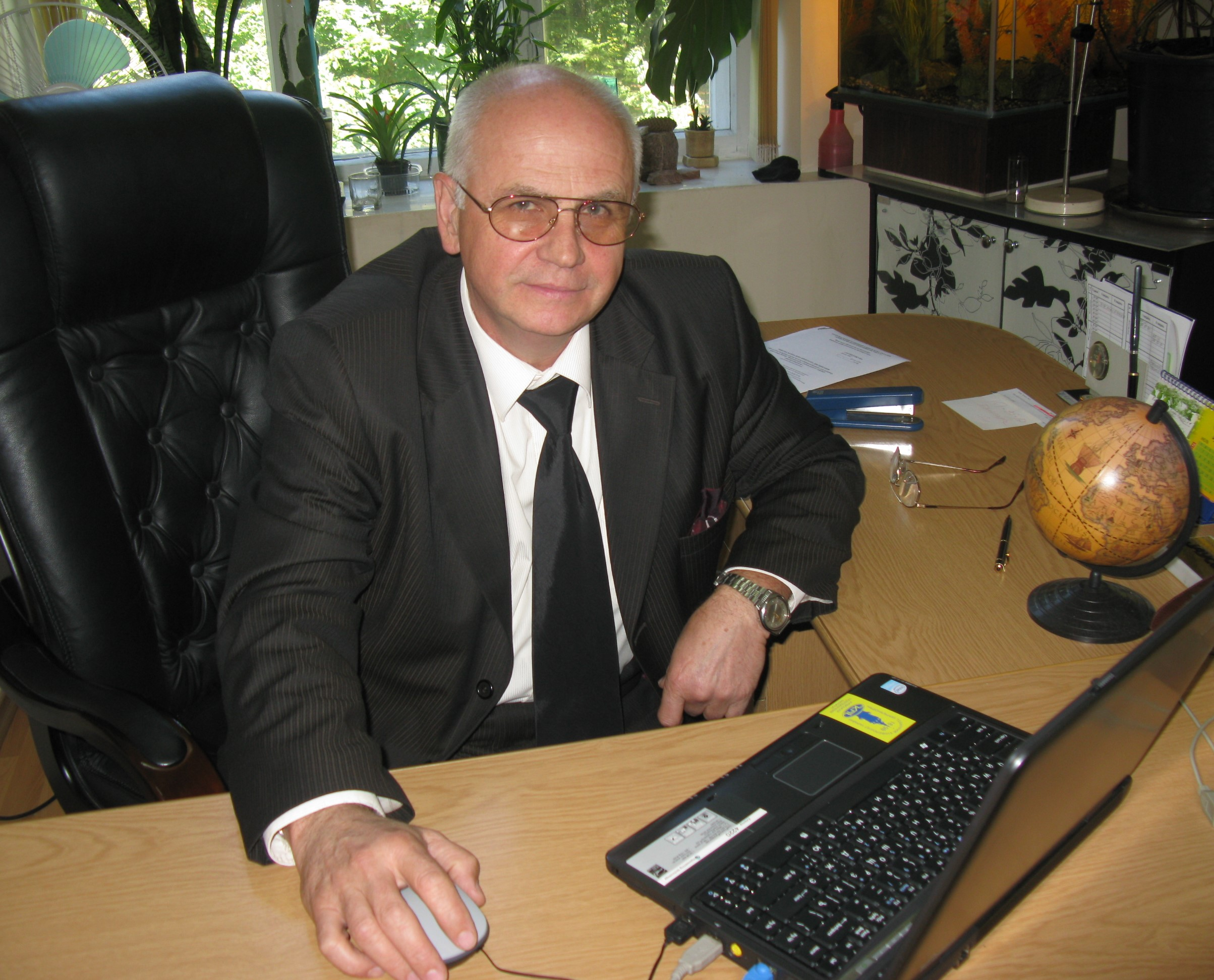

Кузьмі́нський Євге́ній Васи́льович (нар. 8 вересня 1949 в смт Любар Житомирської області) — український науковець в галузі перетворення видів енергії, електрохімії, хімічних джерел струму, біофізики, біоенергетики, доктор хімічних наук (1990), професор (1995), професор кафедри біоенергетики, біоінформатики та екобіотехнології КПІ ім. Ігоря Сікорського.

## Біографія
Народився 8 вересня 1949 р. в смт Любарі Житомирської області.
Закінчив з золотою медаллю Ново-Любарську середнью школу (1966), з відзнакою Київський політехнічний інститут (1972), достроково аспірантуру (1979) і докторантуру (1990) Інституту загальної та неорганічної хімії ім. В. І. Вернадського НАН України.
1972–1980 — інженер, аспірант, науковий співробітник Інституту загальної та неорганічної хімії (ІЗНХ) ім. В. І. Вернадського НАН України;
1980–1983 рр. — науковий співробітник-консультант Президії Академії наук України;
1983–1990 — старший, провідний науковий співробітник Інституту загальної та неорганічної хімії ім. В. І. Вернадського НАН України;
1990–1997 рр. — директор Науково-інженерного центру «Техноелектрохім» НАН України;
1997–2004 рр. — керівник секретаріату Ради з питань науки та науково-технічної політики при Президенті України, має 5 ранг державного службовця;
У 2001–2004 рр. — професор кафедри фізико-хімічних основ біотехнологічних процесів, заступник декана факультету біотехнології і біотехніки НТУУ КПІ;
З 2004 року і по 2021 рік очолював кафедру екобіотехнології та біоенергетики Національного технічного університету «КПІ ім. Ігоря Сікорсього»;
З 2021 року — професор кафедри біоенергетики, біоінформатики та екобіотехнології КПІ ім. Ігоря Сікорського.

## Науково-педагогічна діяльність
Коло наукових інтересів: спеціаліст в галузі перетворення видів енергії, спеціалізація: електрохімія, біофізика, термодинаміка, термоелектричні явища, біоенергетика, термогальванічні, сонячні та біопаливні елементи, хімічні джерела струму, природоохоронні технології. Є одним із засновників Науково-інженерного центру «Техноелектрохім» НАН України — центру зі створення літієвих джерел струму нового покоління та кафедри екобіотехнології та біоенергетики НТУУ «КПІ», яка однією з перших здобула ліцензійне право і здійснила перші в Україні випуски бакалаврів, спеціалістів і магістрів зі спеціальності «Екологічна біотехнологія та біоенергетика».
Автор  більше 300 наукових праць, з них: 7 монографій, 3 них 2 англомовні — 1 видана за кордоном; 3 підручники з грифом: МОН України — 1, Вченої ради КПІ ім. Ігоря Сікорського — 2; 11 навчальних посібників: 3 з грифом МОН України, 6 — з грифом «Рекомендовано Методичною радою КПІ ім. Ігоря Сікорського», з них 2 — для Інституту довузівської підготовки КПІ ім. Ігоря Сікорського; 110 статей, з них 46 — україномовні, 22 — англомовні, 42 — російськомовні. Статті індексуються в таких базах даних: Scopus — публікацій 26, загальна кількість цитування — 145, h-індекс 7; WoS — публікацій 22, загальна кількість цитування — 228, h-індекс 7; Google scholar — ублікацій 69, загальна кількість цитування — 335, h-індекс 10. 24 авторських свідоцтв СССР, 8 патентів України. Його великий багаторічний досвід у науковій та педагогічній роботі узагальнений у 7-и монографіях, наприклад: «Неізотермічність електрохімічних систем» (1997 р.), «Нетрадиційні електрохімічні системи перетворення енергії» (2002 р.), «Біоелектрохімічне продукування електричної енергії та водню» (2012 р.) та Bioelectrochemical Hydrogen and Electricity Production // Monografie.- Lublin, 2013, Politechnica lubelska. Підготував повне навчально-методичне забезпечення курсів, які викладає — підручники і навчальні посібники з грифом і веде такі навчальні дисципліни: «Біофізика», «Біологічні та хімічні сенсорні системи», «Сучасний розвиток біотехнологій переробки побутових відходів», «Біоелектрохімічні основи біоенергетики», «Проблемні питання екобіотехнології та біоенергетики», «Наукова робота за темою магістерської дисертації». Наприклад, Біофізика: Підручник для студентів ВНЗ (гриф МОН України), 2007. — 424 стор.; Практикум з біологічної хімії: навч. посібник для студентів ВНЗ (гриф МОН України), 2008. — 80 стор.; Біоенергетика: Підручник для студентів спеціальності 162 «Біотехнології та біоінженерія» (гриф надано Вченою радою КПІ ім. Ігоря Сікорського), 2018. — 306 стор.; Проблемні питання екобіотехнології та біоенергетики: Підручник для студентів ВНЗ спеціальності 162 «Біотехнології та біоінженерія» (гриф надано Вченою радою КПІ ім. Ігоря Сікорського), 2018, 75 стор. та більше 10 навчальних посібників з грифом.
Вчений є науковим керівником 3 проектів Державного фонду фундаментальних досліджень, 2 проектів Фонду Сороса, 2 проектів Міжнародного наукового фонду та Уряду України, 5 проектів Державних науково-технічних програм, 3 проектів Державного замовлення на науково-технічну продукцію.
Кузьмінський Є. В. був науковим керівником ряду НДР в рамках «Прикладних досліджень і розробок за напрямами науково-технічної діяльності вищих навчальних закладів та наукових установ» по КПІ ім. Ігоря Сікорського: «Біотехнологія очищення стічних вод різноманітного походження з одночасним одержанням електрики» — 2009—2010 рр., номер держреєстрації НДР 0109V000974; «Біотехнологічне отримання енергії та енергоносіїв з відходів різноманітного походження» — 2011—2012 рр., номер держреєстрації НДР 0111U000672; «Фотобіоелектрохімічна конверсія відходів і біосировини з одержанням електричної енергії та енергоносіїв» — 2013—2014 рр., № держреєстрації 0113U001650; «Отримання енергоносіїв з відходів виробництва біодизельного палива, промислових стоків, мікроводорості Chlorella vulgaris та відходів її культивування» — 2015—2016 рр., № держреєстрації 0115U000399; «Використання потенціалу гідробіонтів для конверсії біосировини та забруднень стічних вод» — 2017—2018 рр., № держреєстрації 0117U002389; «Дослідження процесів біодеструкції органічних відходів різноманітного походження для захисту довкілля на станції „Академік Вернадський“» -  НТР номер держреєстрації № 0113U005685.
Кузьмінський Є. В. обраний членом Академії технологічних наук України, Американського та Міжнародного електрохімічних товариств, Нью-Йоркської академії наук, наукової ради НАН України з проблеми «Електрохімія», Науково-технічної ради з питань формування та виконання держзамовлення МОН України з пріоритетного напряму «Раціональне природокористування», Наукової ради цільової програми наукових досліджень НАН України «Розвиток наукових засад отримання, зберігання та використання водню в системах автономного енергозабезпечення», НТР  Національного антарктичного наукового центру, член ряду вчених та спеціалізованих  вчених рад, Independent expert of INTAS, ERANETMED; член ряду редколегій наукових журналів (Химия и технология воды, Міжнародний науково-технічний журнал "Наукові вісті НТУУ «КПІ», Innovative Biosystems and Bioengineering, Науковий вісник Чернівецького університету ім. Ю. Федьковича, Труды Белорусского государственного технологического университета, Вісник Київського національного університету технологій та дизайну), неодноразово призначався головою і членом експертних комісій МОН України з проведення ліцензійних та акредитаційних експертиз підготовки бакалаврів, спеціалістів та магістрів з напряму підготовки «Біотехнологія».
      В 2012—2015 рр. визнаний переможцем конкурсу КПІ ім. Ігоря Сікорського в номінації «Викладач-дослідник», нагороджений грамотами Вченої Ради Університету за багаторічну сумлінну працю, вагомий особистий внесок у розвиток наукової сфери; за активну винахідницьку діяльність — він є переможцем конкурсу «Винахідник року 2012».

## Нагороди
Нагороджений медаллю Національної академії наук України для молодих вчених (1983), Почесною грамотою Міністерства України у справах науки і технологій (1999).

## Наукова школа
Є. В. Кузьмінський — засновник і керівник наукової школи «Перетворення видів енергії — біоенергетика — екобіотехнологія»: Головні розробки школи: теорія, що описує взаємозв'язок основних параметрів електрохімічної системи  з термоелектричними ефектами стосовно процесів прямого перетворення теплової і хімічної енергії в електричну; розвиток теорії теплопродуктивності високоенергоємних хімічних джерел струму; критерії прогнозної оцінки енергоперетворюючої здатності та цілеспрямованого вибору електроактивних матеріалів позитивного електрода літієвих джерел струму. Ці роботи мали також велике прикладне значення — розвиток теорії теплопродуктивності, обґрунтування критеріїв прогнозної оцінки енергоперетворюючої здатності та результати досліджень різних класів електрохімічних систем гальванічних та термогальванічних елементів послугували підґрунтям для розроблення, виготовлення на потужностях НІЦ «Техноелектрохім» НАН України та впровадження у виробництво технологій виготовлення електродних матеріалів, багатокомпонентних органічних електролітів, регламенту безпечної експлуатації високоенергоємних літієвих джерел струму та ін.
У 2000-х роках ці роботи віднайшли свою подальшу реалізацію в розробці біопаливних елементів та водневої тематики на кафедрі екобіотехнології та біоенергетики. Біопаливні елементи є  іншим прикладом вирішення енергетичних проблем на біоенергетичній основі — це пристрої, в яких енергія хімічних зв'язків безпосередньо перетворюється в електричний струм за біохімічних перетворень. Біопаливні елементи потенційно можуть вирішити, окрім енергетичної, й екологічні проблеми утилізації відходів, оскільки ферментні системи мікроорганізмів здатні до деструкції практично всіх низько- та високомолекулярних сполук. Тому при роботі таких установок відбувається очищення стоків і одночасна генерація електрики чи біоводню. За результатами досліджень було розроблено новітній біоелектрохімічний спосіб отримання водню, обґрунтовано раціональні параметри біотехнологічного отримання водню в процесах очищення стічних вод.
У 2009—2021 рр. на підставі теоретичного аналізу процесів фізико-хімічного та біологічного очищення і з врахуванням особливостей складу висококонцентрованих стічних вод різних галузей промисловості (шкіряної, хутряної, текстильної, харчової та інших) створено комплексні технології, які забезпечують високоякісне очищення стічних вод до норм скиду у водойму.  Аналітичним і математичним моделюванням встановлено функціональні взаємозв'язки між гідродинамічними і конструктивними параметрами біореакторів. Розроблено, досліджено в експериментальних та виробничих умовах і впроваджено ефективні екологічно спрямовані технології попереднього фізико-хімічного очищення з наступним біологічним очищенням анаеробно-аеробним методом в прямоточній системі біореакторів з іммобілізованими мікроорганізмами. Напрацьовано науково-технологічні основи конверсії відновлюваної  сировини в біоводень, біометан та біодизель за використання мікроорганізмів.
За його безпосереднього керівництва підготовлено таких спеціалістів вищої кваліфікації як Л. А. Саблій — докторант кафедри (2009—2011 рр., вчасно підготовлена і у 2012 році захищена докторська дисертація на тему «Фізико-хімічне та біологічне очищення висококонцентрованих стічних вод»;  Н. Б. Голуб — здобувач кафедри (2011—2014 рр., у 2015 році захищена докторська дисертація на тему «Науково-технологічні основи конверсії відновлюваної  сировини в біоводень, біометан та біодизель»;  Кравченко О. В. (здобувач, д.т.н. у 2019 році захищена докторська дисертація на тему «Біотехнологічні засади підвищення енергоресурсоефективності та екологічної безпеки процесів на об'єктах комунальної інфраструктури»). В рамках школи у 2013—2021 рр. захищено 10 кандидатських дисертацій і 3 дисертації PhD.

## Хобі
Туризм, садівництво.

## Перелік основних праць
| Назва (мовою оригіналу) | Харак тер праці                                    | Вихідні дані | Обсяг сторі нок | Співавтори                                                                     |
| Генератор прямоугольных импульсов тока и схема коммутации в электрохимических измерениях | статья WoS Google scholar                          | Укр. хим. журн., т.45, № 10, 1979, с. 1011—1013 | 3               | * Е. Б. Кузякин А. Андрийко                                                    |
| К теории изучения тепловых эффектов в электрохимических системах | моно графия                                        | Коллективная монография «Электрохимия ионных расплавов» (отв. ред. Делимарский Ю. К.).- Киев: Наукова думка, 1979, 172 стр. (10-28) | 19              | А. В. Городыский Е. Б. Кузякин *                                               |
| К оценке коэффициентов Пельтье реакции выделения водорода | статья WoS Google scholar                          | Электрохимия, т.19, № 7, 1983, с. 962—964 | 3               | * А. В. Городыский И. Л. Касаткина                                             |
| О применимости второго соотношения Томсона к электрохимическим системам с редокс-электродами | статья Cited: WoS-1                                | Укр.хим.журн., т.51, № 2, 1985, с. 167—170 | 4               | * А. В. Городыский                                                             |
| Влияние структурных параметров макроциклических комплексов на удельные энергетические характеристики катодных материалов на их основе                                                                                         | статья                                             | Докл. АН УССР Сер. «Б», № 11, 1987, с. 48 — 51 | 4               | О. А. Машкин * А. В. Городыский                                                |
| Thermal analysis of electrochemical reactions. Part 1. Kinetic method of determining Peltier heats Google scholar-23 Impact Factor: 3.218 (2018)                                                                              | article Cited: Scopus- 20; WoS-20                  | J. Electroanal. Chem., v.252, № 1, 1988, p. 21-37 DOI: 10.1016/0022-0728(88)85068-X | 17              | * A.V. Gorodyskii                                                              |
| Thermal analysis of electrochemical reactions. Part 2. The non-stationary temperature wave method — a method for the determination of Peltier heats at the electrode/molten electrolyte Interface Impact Factor: 3.218 (2018) | article Cited: Scopus-9; WoS-9; Google scholar-10  | J. Electroanal. Chem., v.252, № 1, 1988, p. 39-52 DOI: 10.1016/0022-0728(88)85069-1 | 14              | * A.A. Andriiko                                                                |
| Electrolytic reduction of water and oxygen from aprotic organic electrolytes | article Scopus                                     | Soviet progress in chemistry, v.55 (4), 1989, p. 49-51 | 3               | * O.A. Mashkin S.A. Vasil'ev                                                   |
| Physicochemical techniques in the investigation of electrochemical cells Google scholar-3 Impact Factor: 7.467 (2018) | article Cited: Scopus- 2; WoS-2                    | J. Power Sources, v.34 (2), 1991, р. 175—182 DOI: 10.1016/0378-7753(91)85037-W | 8               | O.A. Mashkin * Y.A. Maletin                                                    |
| Organometallic compounds in lithium anode power sources Impact Factor: 7.467 (2018) | article Scopus                                     | J. Power Sources, v.35 (3), 1991, Р. 291—303 DOI: 10.1016/0378-7753(91)80113-C | 13              | O.A. Mashkin * A.S. Ivanov                                                     |
| Калориметрическое тестирование жидких деполяризаторов химических источников тока | статья Scopus                                      | Укр. хим. журн., т.57, № 7, 1991, с. 748—750 | 3               | О. А. Машкин Т. А. Тишура *                                                    |
| Взаимодействие тетрафторобората калия с борным ангидридом при высоких температурах | статья Cited: WoS-1                                | Журн. неорган. химии, т.38, № 4, 1993, с. 588—591 | 4               | К. И. Арсенин * С. В. Девяткин В. И. Тараненко А. Н. Антишко                   |
| Полимеризация тетрафторобората калия при высокой температуре | статья Scopus                                      | Укр. хим. журн., т.59 (4), № 4, 1993, с. 359—366 | 8               | К. И. Арсенин * С. В. Девяткин В. И. Тараненко А. Н. Антишко                   |
| Формы связывания воды в аквакомплексах сульфата меди | статья Scopus Cited 2 times                        | Укр. хим. журн., т.59 (7), № 7, 1993, с. 684—690 | 7               | К. И. Арсенин * Л. А. Малинко И. Я. Пищай А. Н. Антишко                        |
| Электрохимическое поведение катодных масс на основе аморфного и поликристаллического триоксида вольфрама в апротонных электролитах                                                                                            | статья Scopus                                      | Укр. хим. журн., т.59 (12), № 12, 1993, с. 1298—1301 | 4               | О. А. Сыч * Ф. Н. Пацюк А. Т. Васько                                           |
| Thermal efficiency of electrochemical systems. Thermal self-distruction of highly energy-intensive lithium power sources Impact Factor 7.467 (2018)                                                                           | article Cited: Scopus-1; WoS-1 Google scholar      | J. Power Sources, v.45 (3), 1993, с. 303—310 DOI: 10.1016/0378-7753(93)80019-L | 8               | * A.A. Andriiko                                                                |
| Heat generation of electrochemical systems. Batteries Impact Factor 7.467 (2018) Google scholar-8 | article Cited: Scopus- 5; WoS-4                    | J. Power Sources, v.46 (1), 1993 , с.29-38 DOI: 10.1016/0378-7753(93)80032-K | 10              | * L.I. Nyrkova A.A. Andriiko                                                   |
| Chemical and phase composition of manganese oxides obtained by Mn(II) oxidation in nitrate solutions Impact Factor 7.467 (2018)                                                                                               | article Cited: Scopus- 9; WoS-7                    | J. Power Sources, v.52(1), № 1, 1994, р. 49-53 DOI: 10.1016/0378-7753(94)01931-2 | 5               | * A.A. Andriiko L.I. Nyrkova                                                   |
| Thermoelectric effects in electrochemical systems. Nonconventional thermogalvanic cells Impact Factor 7.467 (2018) Google scholar-65                                                                                          | article Cited: Scopus- 49; WoS-50                  | J. Power Sources, v.52 (2), 1994, р. 231—242 DOI: 10.1016/0378-7753(94)02015-9 | 12              | * V.A. Zasukha G.Y. Kuzminskaya                                                |
| Синтез и свойства двойного оксида меди и марганца | статья                                             | Укр. хим. журн., т.60, № 3-4, 1994, с. 238—242 | 5               | * К. И. Арсенин А. Н. Антишко Р. В. Тихонова                                   |
| Коэффициенты начальной термо-э.д.с. термогальванического элемента Cu\|CuSO4, H2O\|Cu | статья Cited: WoS-2                                | Электрохимия, т.31, № 6, 1995, с. 652—654 | 3               | без співавторів                                                                |
| Photoelectrochemical currents and noises on a lithium electrode Impact Factor 7.467 (2018) | article Scopus WoS Google scholar                  | J. Power Sources, v.54 (2), 1995, р. 525—527 DOI: 10.1016/0378-7753(94)02141-O | 3               | G.Ya. Kolbasov S.L. Oleynikov * F.N. Patsyuk T.A. Taranetz N.V. Tkatchenko     |
| Nickel phosphorus trisulfide: an electroactive material for medium-temperature lithium batteries Impact Factor 7.467 (2018) Google scholar-13                                                                                 | article Cited: Scopus- 8; WoS-9                    | J. Power Sources, v.55 (1), 1995, р. 1-6 DOI: 10.1016/0378-7753(94)01932-L | 6               | * B.M. Voronin I.M. Petrushina N.N. Redin G.P. Prikhodko                       |
| Iron and nickel phosphorus trisulfides as electroactive materials for primary lithium batteries Impact Factor 7.467 (2018) Google scholar-30                                                                                  | article Cited: Scopus- 23; WoS-25                  | J. Power Sources, v.55 (2), 1995, р. 133—141 DOI: 10.1016/0378-7753(94)02177-5 | 9               | * B.M. Voronin N.N. Redin                                                      |
| Фотоэлектрохимические процессы и шумы на литии в γ-бутиролактоне | статья ScopusWoS                                   | Электрохимия, т.32, № 5, 1996, с. 607—610 | 4               | Г. Я. Колбасов С. Л. Олейников * Ф.H. Пацюк Т. А. Таранец Н. В. Ткаченко       |
| Механизм образования активного хлора при бездиафрагменном электролизе хлоридных расворов | статья Scopus Cited 2 times Google scholar         | Химия и технология воды, т.18, № 3, 1996, с. 237—245 | 9               | В. Д. Присяжный * Ф.H. Пацюк А. В. Слипченко                                   |
| К теории потенциала и термоэлектродвижущей силы на границе металл — жидкий электролит | статья Scopus                                      | Укр. хим. журн., т.62, № 2, 1996, с. 99-103 | 5               | В. А. Засуха Ф. Н. Пацюк *                                                     |
| New ternary Li-Mn-O compounds capable of reversible Li intercalation Google scholar-9 Impact Factor 2.886 (2020) | article Cited: Scopus- 7; WoS-5                    | Solid State Ionics, v.86-88 (PART 2), 1996, р. 805—809 DOI: 10.1016/0167-2738(96)00185-3 | 5               | A.A. Andriiko L.I. Nyrkova N.A. Chmilenko P.V. Rudenok *                       |
| Синтез и свойства черного фосфора | стаття                                             | Доповіді НАН України, № 3, 1997, c. 154—156 | 3               | В. Д. Присяжний * А. Крамаренко                                                |
| Неізотермічність електрохімічних систем | моно графія                                        | «Слов'янська бесіда», Київ, 1997 | 248 стор.       | * В. Д. Присяжний Я. Ю. Тевтуль                                                |
| Молярный объем и электропроводность комплексных соединений в расплавах систем, содержащих тиоцианаты щелочных металлов и краун-эфиры                                                                                          | статья Scopus                                      | Координационная химия, т. 24, № 1, 1998, с. 86-89 | 4               | В. Д. Присяжний М. Гафуров * В. И. Лисін Е. С. Лі                              |
| Aprotic electrolytes with crown ethers and hexametapol intended for lithium batteries | article Cited: Scopus- 1; WoS-1                    | Russian Journal of Electrochemistry, 34 (5), 1998, p. 473—475 | 3               | * V. D. Prisyazhnyi E. O. Berezhnoi N.B. Golub                                 |
| Molar volume and electrical conductivity of complex compounds in melts containing alkali metal thiocyanates and crown ethers                                                                                                  | article Scopus Cited 1 time                        | Russian Journal of Coordination Chemistry, 24 (2), 1998, p. 94-97 |                 | V. D. Prisyazhnyi M.M. Gafurov* V.I. Lysin                                     |
| Electrochemical systems for converting solar energy Google scholar-15 Impact Factor 6.019 (2020) | article Cited: Scopus-6 WoS-5 Google scholar-15    | Solar Energy Materials & Solar Cells, v. 56, 1999, p. 93-115 | 13              | * G.Ya. Kolbasov                                                               |
| Предмет і освітянські аспекти екобіотехнології | стаття Google scholar-8                            | Вища освіта України, № 2, 2007, с. 55- 62 | 8               | * В. П. Кухар Н. Б. Голуб                                                      |
| Біофізика | підруч ник Google scholar-10                       | Підручник для студентів ВНЗ (гриф "Рекомендовано МОН України як підручник для студентів ВНЗ — лист МОН України від 02.07.2007 р. № 1.4/18-1495), Київ, "Видавничий дім «Комп'ютерпрес», 2007, 424 стор. | 424             | * Н. Б. Голуб                                                                  |
| Практикум з біологічної хімії | навч.посібник                                      | Навчальний посібник (гриф "Рекомендовано МОН України як навчальний посібник для студентів ВНЗ — лист МОН України від 21.06.07р. № 1.4/18-Г-998), Київ, "Видавничий дім «Комп'ютерпрес», 2008, 80 стор. | 80              | Н. Б. Голуб О. А. Ігнатюк *                                                    |
| Біопаливні елементи — проблеми і перспективи розвитку. І. Ферментні паливні елементи | стаття                                             | Мікробіологія і біотехнологія, № 3, 2008, с. 21-30 | 10              | * П. І. Гвоздяк Н. Б. Голуб                                                    |
| Біопаливні елементи — проблеми і перспективи розвитку. II. Мікробні біопаливні елементи | стаття Google scholar-1                            | Мікробіологія і біотехнологія, № 1, 2009, с. 6-21 | 16              | * П. І. Гвоздяк Н. Б. Голуб                                                    |
| Anaerobic and aerobic treatment of wastewater of milk plants Impact Factor 1.467 (2018) | article Cited: 3; Google scholar-9                 | Society of Ecological Chemistry and Engineering (SEChE), «Proceeding of ECOpole», Vol. 3, No. 2, 2009, р. 373—378 Режим доступу до журн.: http://tchie.uni.opole.pl/ecoproc09b/SabliyKuziminskiy_PECO09_2.pdf | 6               | L.Sabliy * P.Gvozdyak G.Lagod                                                  |
| Біоелектрохімія — невід'ємна складова нового технологічного укладу | стаття Google scholar-8                            | Науковий вісник Чернівецького університету, Вип. 526, Чернівці, 2010, с. 9-20 | 12              | * К. О. Щурська                                                                |
| Біологічні та хімічні сенсорні системи. І. Електрохімічне підґрунтя сенсорних технологій | навч.посібник (елект ронний ресурс)                | Навчальний посібник для студентів напряму підготовки 6051401 «Біотехнологія», гриф «Рекомендовано Методичною радою НТУУ „КПІ“ від 17.11.2011, пр. № 3, свід-во НМУ № Е 11/12 — 065», Київ, " НТУУ «КПІ», 2011, 202 стор. Електронні текстові дані (1 файл: 5,75 Мбайт). Назва з екрана http://library.kpi.ua:8080/handle/123456789/1644                                               | 202             | * Н. Б. Голуб К. О. Щурська                                                    |
| Біоелектрохімічне продукування електричної енергії та водню | моно графія                                        | Монографія, Київ, "Видавничий дім «Комп'ютерпрес», 2012, 226 стор. | 226             | * К. О. Щурська І. А. Самаруха                                                 |
| Біологічні та хімічні сенсорні системи. ІІ. Поняття, визначення та основи сенсорики | навч.посібник (елект ронний ресурс)                | Навчальний посібник для студентів напряму підготовки 6051401 «Біотехнологія», гриф «Рекомендовано Методичною радою НТУУ „КПІ“ від 15.11.2012, пр. № 3, свід-во НМУ № Е 12/13 — 049», Київ, " НТУУ «КПІ», 2012, 241 стор. Електронні текстові дані (1 файл: 11.14 Мбайт). Назва з екрана https://ela.kpi.ua/handle/123456789/2487                                                      | 241             | * К. О. Щурська                                                                |
| Біоелектрохімічні основи біоенергетики | навч.посібник (елект ронний ресурс)                | Навчальний посібник для студентів напряму підготовки 051401 «Біотехнологія», гриф «Рекомендовано Методичною радою НТУУ „КПІ“ від 17.01.2013, пр. № 5, свід-во НМУ № Е 12/13 — 072», Київ, " НТУУ «КПІ», 2013, 480 стор. Електронні текстові дані (1 файл: 9.72 Мбайт). Назва з екрана https://ela.kpi.ua/handle/123456789/3548                                                        | 480             | * К. О. Щурська                                                                |
| Глобалізація і якість освіти | стаття Google scholar-2                            | Вісник НАН України, № 6, 2013, с. 52-60 | 9               | * О. М. Швед К. О. Щурська О. В. Швед В. П. Новіков                            |
| Практикум з біофізики | навч.посібник (елект ронний ресурс) Google scholar | Навчальний посібник для студентів напряму підготовки 051401 «Біотехнологія», гриф «Рекомендовано Методичною радою НТУУ „КПІ“ від 17.01.2013, пр. № 5, свід-во НМУ № Е 12/13 — 071», Київ, " НТУУ «КПІ», 2013, 423 стор. Електронні текстові дані (1 файл: 9.72 Мбайт). Назва з екрана https://ela.kpi.ua/handle/123456789/3548                                                        | 423             | * К. О. Щурська                                                                |
| Освітянські аспекти формування єдиного біоенергетичного простору України | стаття Google scholar                              | Вища освіта України, № 2, 2013, с. 79-84 | 6               | * К. О. Щурська                                                                |
| Bioelectrochemical hydrogen and electricity production. Theoretical bases, description and modeling of the process | мonografie Google scholar-4                        | Monografie, Lublin University of Technology, Lublin, 2013, 102 р. www.bc.pollub.pl | 102             | * Kateryna Shchurska, Iryna Samarukha, Grzegorz Łagod                          |
| Очищення стічних вод солодового заводу з одержанням біоводню | стаття Google scholar-2                            | Восточно-Европейский журнал передовых технологий, № 6/10 (66), 2013, с. 33-36 | 4               | М. Ю. Козар К. О. Щурська Л. А. Саблій *                                       |
| Технологія біологічного очищення стічних вод Української антарктичної станції Академік Вернадський | стаття Google scholar-2                            | Український антарктичний журнал, 2014, № 13, с. 281—287 | 7               | Л. А. Саблій * В. С. Жукова, М. В. Бляшина                                     |
| Characteristics of biofilm formation process in the bioelectrochemical systems, working in batch-mode of cultivation | article Scopus WoS Google scholar-4                | Chemistry & Chemical Technology, Vol. 11, No. 1, 2017, Р. 105—110 DOI: 10.23939/chcht11.01.105 | 6               | L. Zubchenko *                                                                 |
| Комплексна молекулярно-генетична оцінка генофонду ячменю ярого за напрямами використання | стаття Google scholar                              | Физиология растений и генетика, т. 49, № 4, 2017, с.328-338 DOI: 10.15407/frg2017.04.328 | 11              | О. В. Степаненко В. А. Музафарова А. І. Степаненко * В. К. Рябчун Б. В. Моргун |
| Identification of Psy1 genes alleles responsible for carotenoid accumulation in wheat grains | article                                            | Biotechnologia Acta, 2017, Vol.10, No. 2, Р. 57-66 DOI: 10.15407/biotech10.02.057 | 10              | O.V. Stepanenko A.I. Stepanenko * B.V. Morgun                                  |
| Проблемні питання екобіотехнології та біоенергетики | підруч ник (елект ронний ресурс)                   | Підручник для студентів ВНЗ спеціальності 162 «Біотехнології та біоінженерія» (гриф надано Вченою радою КПІ ім. Ігоря Сікорського; протокол № 5 від 14.05.2018 р.), Київ: КПІ ім. Ігоря Сікорського, 2018, 75 стор. Електронні текстові дані (1 файл: 12,7 Мбайт) | 75              | * К. О. Щурська                                                                |
| Polymorphism of some transcription factor genes related to drought tolerance in wheat | article                                            | Biotechnologia Acta, 2018, Vol.11 , No.2, Р.47- 56 | 10              | O.R. Lakhneko A.I. Stepanenko * B.V. Morgun                                    |
| Біопаливні елементи. Сучасний стан і перспективи розвитку в Україні | стаття Google scholar                              | Відновлювальна енергетика, № 1, 2018, с. 91-96 | 6               | * К. О. Щурська                                                                |
| Біоенергетика | підруч ник                                         | Підручник для студентів ВНЗ спеціальності 162 «Біотехнології та біоінженерія» (гриф надано Вченою радою КПІ ім. Ігоря Сікорського; протокол № 10 від 12.11.2018 р.). — Київ: КПІ імені Ігоря Сікорського, 2018, 306стор. | 306             | К. О. Щурська *                                                                |
| Recent developments and perspectives of development of microbial fuel cells in Ukraine | мono graph Google scholar                          | Promising Materials and Processes in Applied Electrochemistry: monograph / editor-in-chief V.Z. Barsukov.- Kyiv: KNUTD, 2018.- 290 (242—247) pages | 6               | K. Shchurska L. Zubchenko O. Galkin *                                          |
| Розділ 2. Використання нетрадиційних відновлюваних та альтернативних джерел енергії. 2.11. Створення енергоефективних технологій очищення стічних вод з одночасним одержанням енергоносіїв в біопаливних елементах            | моно графія                                        | Колективна монографія «Енергоефективність та енергозбереження: економічний, техніко-технологічний та екологічний аспекти»; Рекомендовано до друку Вченою радою Опольського університету (Польща), протокол № 01.05.2018 від 28.05.2018 р. та Вченою радою Полтавської державної аграрної академії, протокол № 17 від 15.05.2018 р., Полтава: ПП «Астрая», 2019. — 603 (136—143) стор. | 8               | * Л. А. Саблій К. О. Щурська                                                   |
| New Approaches in Biological Wastewater Treatment aimed at Removal of Organic Matter and Nutrients Impact Factor 1.467 (2018)                                                                                                 | article Scopus Google scholar                      | Ecological Chemistry & Engineering S, Vol. 26, No. 2, 2019, Р. 331—343 DOI: 10.1515/eces-2019-0023 | 13              | L. Sabliy * V. Zhukova M. Kozar H.Sobczuk                                      |
| Surwey of drought associated TaWRKY2-D1 gene diversity in bread wheat and wheat relatives | article Cited: Scopus- 1; WoS-1                    | Mol.Biotechnology, 2021, vol. 63, no. 7, 246—252 doi.org/10.1007/s12033-021-00350-7 | 11              | O.R. Lakhneko A.I. Stepanenko * M. Borysyuk B.V. Morgun                        |
| Пристрій для отримання електричної енергії при очищенні стічних вод | патент на винахід                                  | Патент України на винахід 124886 Україна: МПК H01M 8/16, C02F 3/30 /; № a 2019 06519; заявл. 28.12.2020; опубл. 08.12.2021 Бюл. № 49. 4 с. |                 | * Л. А. Саблій К. О. Щурська                                                   |

## Праці
- Виявлення алельних варіантів гена Wax серед вітчизняних і зарубіжних сортів ячменю / О. В. Степаненко, Б. В. Моргун, О. І. Рибалка, А. І. Степаненко, Є. В. Кузьмінський // Наукові вісті НТУУ «КПІ»: науково-технічний журнал. — 2014. — № 3(95). — С. 78–83. — Бібліогр.: 10 назв.
- Казмірчук К. А. Дослідження електричної активності нейронів культури гіпокампа / К. А. Казмірчук, А. О. Москалюк, Є. В. Кузьмінський // Наукові вісті НТУУ «КПІ»: науково-технічний журнал. — 2014. — № 3(95). — С. 43–51. — Бібліогр.: 11 назв.
- Технологія біологічного очищення стічних вод української антарктичної станції Академік Вернадський /Л. А. Саблій, Є. В. Кузьмінський, В. С. Жукова, М. В. Бляшина // Український антарктичний журнал. — 2014. — № 13. — С. 281—287.
- Використання видових макромолекулярних особливостей лігніну судинних рослин у сучасних фармацевтичних біотехнологіях [Архівовано 2 лютого 2017 у Wayback Machine.] / В. Ф. Сороченко, О. В. Сороченко, С. П. Весельський, Є. В. Кузьмінський // Наукові вісті НТУУ «КПІ». — 2013. —№ 3. — с.78-83
- Глобалізація і якість освіти / Є. В. Кузьмінський, О. М. Швед, К. О. Щурська, О. В. Швед, В. П. Новіков // Вісник НАН України. — 2013. — № 6. — С.52-60.
- Очищення стічних вод солодового заводу з одержанням біоводню [Архівовано 2 лютого 2017 у Wayback Machine.] / М. Ю. Козар, К. О. Щурська, Л. А. Саблій, Є. В. Кузьмінський // Східно-Європейський журнал передових технологій. — 2013. — Т.6, № 10(66). — с. 33-36.
- Дослідження впливу умов культивування екзоелектрогенів на біолектрохімічний процес виділення водню [Архівовано 2 лютого 2017 у Wayback Machine.] / К. О. Щурська, Л. С. Зубченко, Є. В. Кузьмінський // Наукові вісті НТУУ «КПІ». — 2012. — № 3. — С. 88-92.
- Інтеграція науково-дослідної роботи і викладання на прикладі становлення кафедри екобіотехнології та біоенергетики Національного технічного університету України «КПІ» [Архівовано 2 лютого 2017 у Wayback Machine.] / Є. В. Кузьмінський // Вісн. НАН України. — 2012. — № 10. — С. 42-56. — Бібліогр.: 23 назв. — укр.
- Самаруха І. А. Дослідження процесу безмедіаторного біоелектрогенезу асоціацією анаеробних мікроорганізмів. Електрохімічні показники [Архівовано 2 лютого 2017 у Wayback Machine.] / І. А. Самаруха, Є. В. Кузьмінський, К. О. Щурська // Вопросы химии и хим. технологии. — 2011. —№ 3. — с. 85-89
- Щурська К. О. Способи продукування біоводню [Архівовано 2 лютого 2017 у Wayback Machine.] / К. О. Щурська, Є. В. Кузьмінський // Наукові вісті НТУУ «КПІ». — 2011. —№ 3. — с. 105—114
- Екобіотехнологія та біоенергетика: проблеми становлення і розвитку [Архівовано 2 лютого 2017 у Wayback Machine.] / В. Кухар, Є. Кузьмінський, О. Ігнатюк, Н. Голуб// Вісн. НАН України. — 2005. — N 9. — С. 3-18. — Бібліогр.: 10 назв. — укр.
- Anaerobic and aerobic treatment of wastewater of milk plants [Архівовано 2 лютого 2017 у Wayback Machine.] / Sabliy, L. Kuzminskiy, Y. Gvozdyak, P. Łagód, G. // Proceedings of ECOpole . — 2009. — Vol. 3, No. 2. —p. 373—378.
- Different types of energy conversion for biohydrogen production processes [Архівовано 2 лютого 2017 у Wayback Machine.] / Kuzminskiy, Y. Shchurska, K. Samarukha, I. Łagód, G. // Proceedings of ECOpole . — 2011. — Vol. 5, No. 2. —p. 389—394.
- Кузьмінський, Є. В. Біотехнологічне отримання енергії та енергоносіїв з відходів різноманітного походження [Архівовано 9 листопада 2017 у Wayback Machine.] / Є. В. Кузьмінський. – К., 2012. - 169 л. + анот. звіт + CD-ROM. - Д/б № 2444-п
- Thermoelectric effects in electrochemical systems. Nonconventional thermogalvanic cells / Y. V. Kuzminskii, V. A. Zasukha, G. Y. Kuzminskaya // Journal of power sources. – № 2. – Т. 58. – 1994. – Р. 231—242.
- analysis of electrochemical reactions: Part I. Kinetic method of determining Peltier heats[недоступне посилання з вересня 2019] / Y. V. Kuz'minskii, A. V. Gorodyskii // Journal of electroanalytical chemistry and interfacial. – № 1. – Т. 252. – 1988. – Р. 21-37.
- analysis of electrochemical reactions: Part II. The non-stationary temperature wave method—A method for the determination of Peltier heats at the electrode/molten electrolyte interface[недоступне посилання з вересня 2019] / Y. V. Kuz'minskii, A. A. Andriiko // Journal of electroanalytical chemistry and interfacial electrochemistry. – № 1. – Т. 252. – 1988. – Р. 39-52.
- and nickel phosphorus trisulfides as electroactive materials for primary lithium batteries[недоступне посилання з вересня 2019] / Y. V. Kuzminskii, B. M. Voronin, N. N. Redin // Journal of power sources. – № 2. – Т. 55. – 1995. – Р. 133—141.
- Біоелектрохімічне генерування водню в мікробному паливному елементі. Загальна частина / Є. В. Кузьмінський, К. О. Щурська // Відновлювальна енергетика. – № 4. – 2010. – 23с.
- Стан, проблеми та перспективи біоенергетики в Україні / Є. В. Кузьмінський, Н. Б. Голуб, К. О. Щурська // Відновлювана енергетика. – № 4. – . – Т. 17. – 2009. –С. 70 — 79.
- Біофізика / Є. В. Кузьмінський, Н. Б. Голуб // Відновлювана енергетика. – Т. 421. – К.: Комп'ютерпрес. –2007.
- systems for converting solar energy[недоступне посилання з липня 2019] / Y. V. Kuzminskii, G. Y. Kolbasov // Solar energy materials and solar cells. – № 2. – . – Т. 56. – 1999. – Р. 93-115.
- Біоелектрохімія—невід'ємна складова нового технологічного укладу / Є. В. Кузьмінський, К. О. Щурська // Науковий вісник Чернівецького ун-ту. — Т. 526. – 2010. – С. 9 — 20.
- ternary Li-Mn-O compounds capable of reversible Li intercalation[недоступне посилання з жовтня 2019] / A. A. Andriiko, L. I. Nyrkova, N. A. Chmilenko, P. V. Rudenok // Solid state ionics. — Т. 86. — 1996. — С. 805—809.
- Предмет і освітянські аспекти екобіотехнології / Є. В. Кузьмінський, Н. Б. Голуб, В. П. Кухар // Вища освіта України. — № 2. — 2007. — С. 55-62.
- phosphorus trisulfide: an electroactive material for medium-temperature lithium batteries[недоступне посилання з вересня 2019] / Y. V. Kuz'minskii, B. M. Voronin, I. M. Petrushina. . Redin // Journal of power sources. — № 1. — Т. 55. — 1995. — С. 1-6.
- Chemical and phase composition of manganese oxides obtained by Mn (II) oxidation in nitrate solutions / Y. V. Kuz'minskii, A. A. Andriiko, L. I. Nyrkova // Journal of power sources. — № 1. — Т. 52. — 1994. — С. 49-53.
- Використання мікроорганізмів для генерування електрики в електрохімічних енергоперетворюючих пристроях / І. А. Самаруха, Н. Б. Голуб, Є. В. Кузьмінський // Наук. вісн. Чернів. ун-ту. Хімія. — № 399—400. — 2008. — С. 103—105.
- Біоенергетика—вибір майбутнього / Є. В. Кузьмінський, В. П. Кухар // Дзеркало тижня. — 2005. — С. 27-28.
- Heat generation of electrochemical systems batteries / Y. V. Kuzminskii, L. I. Nyrkova, A. A. Andriiko // Journal of power sources. — № 1. — Т. 46. — 1993. — С. 29-38.
- БІОПАЛИВНІ ЕЛЕМЕНТИ-ПРОБЛЕМИ I ПЕРСПЕКТИВИ РОЗВИТКУ I ФЕРМЕНТНІ ПАЛИВНІ ЕЛЕМЕНТИ / Є. В. Кузьмінський, П. I. Гвоздяк, Н. Б. Голуб // Мікробіологія і біотехнологія. — № 3. — 2008. — С. 21-30.
- Фізичні та фізико-хімічні методи в біотехнології / Є. В. Кузьмінський, Н. Б. Голуб, К. О. Щурська // Наук. вісник ЧНУ. — Т. 453. — С. 19-34.
- Physicochemical techniques in the investigation of electrochemical cells / O. A. Mashkin, Y. V. Kuzminskii, Y. A. Maletin // Journal of power sources. — № 2. — Т. 34. — 1991. — С. 175—182
- Паливні елементи. Сучасний стан розроблення / Є. В. Кузьмінський, К. О. Щурська, І. А. Самаруха // Відновлювана енергетика. — № 1. — 2013. — С. 90-96.
- Electrochemical Peltier Effect in Fused and Aqueous Electrolytes / A. V. Gorodyskii, E. B. Kuzyakin, E. V. Kuzminskii // Ukr. Khim. Zh. . — № 2. — Т. 4. — 1978. — С. 115—121.